# Chrysopodes (Chrysopodes) albopalpis
Chrysopodes (Chrysopodes) albopalpis is een insect uit de familie van de gaasvliegen (Chrysopidae), die tot de orde netvleugeligen (Neuroptera) behoort. 
Chrysopodes (Chrysopodes) albopalpis is voor het eerst wetenschappelijk beschreven door Banks in 1910.